# Parc Nacional dels Tatra
El Parc Nacional dels Tatra - (eslovac) Tatranský národný park - és un dels nou parcs nacionals d'Eslovàquia. Es troba al centre del país, al nord de les muntanyes Tatra.
Té una superfície de 738 km² i una zona perifèrica de 307 km², en total fa 1.045 km². El parc compta amb 600 km de rutes de senderisme i 16 itineraris senyalitzats.
El pic més alt d'Eslovàquia, el Gerlachovský štít (2.655 m) es troba en aquest parc, que és d'una gran importància a causa de la seva flora i fauna diverses, amb espècies endèmiques, com l'isard.

## Història
El parc fou creat l'1 de gener del 1949, i és el parc nacional més antic d'Eslovàquia. El 1987 els Tatra Occidentals estaven afiliats al Parc Nacional. El 1993 el Parc Nacional es convertí en una part de la UNESCO sobre l'Home i la biosfera. Les àrees del parc i la seva zona perifèrica s'ajustaren el 2003. Des del 2004 el parc pertany a la xarxa ecològica Natura 2000.